# Море в огне (фильм, 1970)
«Море в огне» — советский художественный фильм, поставленный на Московской ордена Ленина киностудии «Мосфильм» в 1970 году режиссёром Леоном Сааковым.

## Сюжет
Фильм воссоздаёт героическую эпопею обороны Севастополя в 1941—1942 годах.
Осень 1941 года. Прорвав оборону под Перекопом и захватив Крым, фашистские войска начинают осаду Севастополя. Советский флот отведён в Новороссийск. Для защиты Севастополя остались лишь пушки кораблей, береговые батареи и несколько отрядов морской пехоты, обороной руководит генерал Петров.

## В ролях
| Актёр                  | Роль                                                                                    |
| ---------------------- | --------------------------------------------------------------------------------------- |
| Григорий Антоненко     | вице-адмирал Ф. С. Октябрьский                                                          |
| Николай Гринько        | генерал Иван Петров                                                                     |
| Ростислав Янковский    | дивизионный комиссар Николай Михайлович Кулаков                                         |
| Всеволод Платов        | генерал Николай Иванович Крылов, начальник штаба Приморской армии                       |
| Владимир Кашпур        | полковник Алексей Степанович Потапов, командир 79-й бригады                             |
| Константин Тыртов      | генерал-майор Петр Алексеевич Моргунов, комендант береговой обороны                     |
| Дальвин Щербаков       | генерал-майор Николай Алексеевич Остряков, командующий авиацией Черноморского флота     |
| Сергей Ляхницкий       | бригадный комиссар Михаил Георгиевич Кузнецов                                           |
| Юрий Соломин           | капитан Петров                                                                          |
| Ольга Остроумова       | Юлия Приходько                                                                          |
| Николай Ерёменко       | полковник Евгений Иванович Жидилов, командир 7-й бригады морской пехоты                 |
| Всеволод Сафонов       | полковник Николай Васильевич Богданов                                                   |
| Николай Гудзь          | Красносельский                                                                          |
| Владлен Паулус         | Георгий Александрович Александер, командир береговой батареи                            |
| Николай Алексеев       | Борис Алексеевич Борисов, первый секретарь Севастопольского горкома ВКП(б)              |
| Радий Афанасьев        | полковник Иван Андреевич Ласкин                                                         |
| Гиви Берикашвили       | моряк                                                                                   |
| Борис Борисов          | '                                                                                       |
| Лариса Виккел          | работница оружейного завода                                                             |
| Юрий Горобец           | Василий Петрович Ефремов, начальник противовоздушной обороны Севастополя                |
| Анатолий Грачёв        | мичман Грачёв                                                                           |
| Геннадий Донягин       | летчик Николай Александрович Наумов                                                     |
| Гарри Дунц             | кавторанг Александр Илларионович Зубков, командир крейсера "Красный Крым"               |
| Николай Иванов         | Пинжак                                                                                  |
| Октавиан Корнич        | старший сержант Белошицкий                                                              |
| Эдуард Изотов          | Сергей Матвеевич Штеменко                                                               |
| Эрвин Кнаусмюллер      | командующий 11 армии вермахта Эрих фон Манштейн                                         |
| Дмитрий Франько        | Приходько, отец Юли и Жени                                                              |
| Василий Корзун         | офицер Иван Андреевич                                                                   |
| Ирина Короткова        | Зина                                                                                    |
| Геннадий Крашенинников | Чух                                                                                     |
| Клара Лучко            | Антонина Алексеевна Сарина, секретарь Севастопольского горкома ВКП(б) по промышленности |
| Владимир Маренков      | мичман                                                                                  |

| Актёр               | Роль                                                                     |
| ------------------- | ------------------------------------------------------------------------ |
| Ольга Маркина       | портниха                                                                 |
| Владимир Петченко   | Василий Николаевич Ерошенко, командир лидера "Ташкент"                   |
| Гурам Пирцхалава    | лейтенант Пирцхалава                                                     |
| Владимир Пицек      | балаклавский рыбак                                                       |
| Николай Рушковский  | '                                                                        |
| Наталья Рычагова    | Нина Онилова                                                             |
| Сергей Сазонтьев    | '                                                                        |
| Георгий Светлани    | Степаныч, старый рабочий                                                 |
| Георгий Тейх        | Вольфрам фон Рихтгофен, командир 8 авиакорпуса люфтваффе                 |
| Михаил Ульянов      | генерал армии Г. К. Жуков                                                |
| Александр Хотченков | танкист                                                                  |
| Фёдор Шмаков        | '                                                                        |
| Олев Эскола         | немецкий офицер                                                          |
| Геннадий Юхтин      | Даревич                                                                  |
| Валентин Абрамов    | Маршал Б. М. Шапошников                                                  |
| Анатолий Дзиваев    | Терзян                                                                   |
| Альфред Зиновьев    | немецкий генерал, командир танковой бригады                              |
| Фёдор Корчагин      | Трофим Калинович Коломиец, командир 25 стрелковой дивизии                |
| Виктор Отиско       | полковник Павел Филиппович Горпищенко, командир 8 бригады морской пехоты |
| Николай Симкин      | Константин Павлович Нефёдов, начальник Севастопольского отдела НКВД      |
| Николай Бармин      | офицер флота                                                             |
| Юрий Волков         | Волков                                                                   |
| Владимир Лаптев     | матрос                                                                   |
| Анатолий Соловьёв   | Алексей Николаевич                                                       |
| Алексей Смирнов     | эпизод                                                                   |
| Любовь Соколова     | работница оружейного завода                                              |
| Валерий Куприянов   | Бушин                                                                    |
| Георге Швидки       | Одинцов                                                                  |
| Иван Светличный     | адъютант НШ генерала Крылова                                             |

## Съёмочная группа
- Авторы сценария: Леон Сааков, Николай Фигуровский
- Постановка: Леон Сааков
- Главный оператор: Анатолий Петрицкий
- Главный художник: Стален Волков
- Режиссёр: Никита Орлов
- Звукооператоры: Валерий Попов, Валентина Щедрина
- Композитор: Вениамин Баснер
- Текст песен: Михаил Матусовский
- Дирижёр: Владимир Васильев
- Музыкальный редактор: Раиса Лукина
- Оператор: А. Морщ
- Грим: В. Львова
- Монтаж: Р. Новиковой
- Костюмы: З. Лернер
- Пиротехнические эффекты: Л. Лебедев
- Художники-декораторы: Г. Кошелев, В. Кирс
- Комбинированные съёмки
  - Оператор: Григорий Айзенберг
  - Художник: Эдуард Маликов
- Консультанты: Маршал Советского Союза Николай Иванович Крылов, адмирал Виктор Сергеевич Сысоев, А. А. Сарина, Б. А. Борисов, Н. Ехлаков, Э. Э. Кнаусмюллер
- Редактор: Л. Лазарев
- Директор: Сергей Марин

## Технические данные
- Цветной, широкоформатный.
- 9 + 6 частей (88 + 58 минут).
- Прокатные фильмокопии печатались в оригинальном широкоформатном варианте длиной 3008 + 1964 метров и в широкоэкранной версии длиной 2405 + 1571 метров.

## Факты
- Прототипом «Марины» является секретарь Севастопольского горкома партии по промышленности А. А.
Сарина[1][2].
- Специально для съёмок фильма в 1968 году были сделаны холостые выстрелы из орудий Севастопольской бронебашенной батареи № 30, которые развернули в сторону Мекензиевых гор. В результате во многих домах близлежащих сёл повылетали стекла, у некоторых домов даже сорвало крыши.
- Единственная копия фильма в широком формате находится в архиве Госфильмфонда.
- В 2014 году фильм был восстановлен и показан по телеканалу «Звезда». Также, с помощью компьютерной техники, удалось сделать и цифровую копию фильма.
- 35-миллиметровая копия находится в Севастополе, в КП «Киновидеопрокат» СГС.